# Lenka Dlhopolcová
Lenka Dlhopolcová (* 14. Juli 1984 in Zvolen, Tschechoslowakei) ist eine ehemalige slowakische Tennisspielerin.

## Karriere
Nachdem sie bereits im Jugendbereich Erfolge feiern konnte, wie zum Beispiel 1999 den Gewinn des Pony Malta Cups, gab Lenka Dlhopolcová im darauffolgenden Jahr beim ITF-$75.000-Turnier in der portugiesischen Stadt Porto ihr Debüt auf dem ITF Women’s Circuit. Mit einer Wildcard ausgestattet, startete sie im Hauptfeld und erreichte die zweite Runde, wo sie der Spanierin Nuria Llagostera Vives in zwei Sätzen unterlag. Im selben Jahr erhielt sie eine Wildcard für die Qualifikation zum EuroTel Slovak Indoors 2000 und schied dort in der zweiten Qualifikationsrunde gegen Martina Suchá aus. Am Ende der Saison 2020 nahm sie am ITF-$25.000-Turnier in der indischen Hauptstadt Neu-Delhi teil und erreichte dort das Finale, wo sie auf die später für die Niederlande startende Russin Olga Kalyuzhnaya traf. In vier Sätzen konnte sich Lenka Dlhopolcová ihren ersten Titel auf dem ITF Women’s Circuit sichern. In die Saison 2021 startete sie beim ASB Bank Classic 2001, wo sie sich über die Qualifikation für das Hauptfeld qualifizierte und dort in der ersten Runde gegen die US-Amerikanerin Lilia Osterloh in zwei Sätzen ausschied.
Nachdem sie beim ersten ITF-$25.000-Turnier in der bulgarischen Hauptstadt Sofia des Jahres 2021 durch den Finalsieg gegen die Ungarin Eszter Molnár ihren zweites ITF-Turnier gewinnen konnte, ging Lenka Dlhopolcová bei der Qualifikation für die Wimbledon Championships 2001 an den Start. Sie erreichte dort die dritte Runde und verpasste durch die Niederlage gegen die Indonesierin Wynne Prakusya das Hauptfeld. Im Gegensatz dazu schaffte sie bei den US Open 2001 die Qualifikation für das Hauptfeld und traf dort auf die spätere Siegerin Venus Williams, gegen die sie in zwei Sätzen verlor. Nachdem sie sich nach den French Open 2002 eine mehr als zweijährige Pause vom internationalen Tennis nahm, kehrte sie 2004 ausgestattet mit einer Wildcard beim ITF-$10.000-Turnier im slowakischen Prešov zurück auf den ITF Women’s Circuit. Beim Turnier in Prešov konnte sie die zweite Runde erreichen, wo sie der Tschechin Zuzana Zálabská unterlag. Zum Ende der Saison 2004 nahm sie beim ITF-$10.000-Turnier in israelischen Stadt Ramat haScharon teil und erreichte dort das Finale, wo sie die Lokalmatadorin Jewhenija Sawranska in drei Sätzen bezwang. Im darauffolgenden Jahr absolvierte sie beim ITF-$10.000-Turnier in der rumänischen Stadt Arad ihr letztes internationales Turnier und schied dort im Halbfinale aus.

## Erfolge
| Nr. | Datum             | Turnier         | Kategorie   | Belag     | Gegnerin            | Ergebnis            |
| --- | ----------------- | --------------- | ----------- | --------- | ------------------- | ------------------- |
| 1.  | 5. November 2000  | Neu-Delhi       | ITF $25.000 | Hartplatz | Olga Kalyuzhnaya    | 4:1, 1:4, 5:44, 4:2 |
| 2.  | 27. Mai 2001      | Sofia           | ITF $25.000 | Sand      | Eszter Molnár       | 6:3, 6:1            |
| 3.  | 14. November 2004 | Ramat haScharon | ITF $10.000 | Hartplatz | Jewhenija Sawranska | 6:1, 6:76, 6:0      |